# Queimada (Armamar)
Queimada es una freguesia portuguesa del concelho de Armamar, con 3,70 km² de superficie y 304 habitantes (2001). Su densidad de población es de 82,2 hab/km².